# Andrés Segovia
Andres Torres Segovia (21/2/1893- 02/6/1987) là một nghệ sĩ guitar lừng danh ở thế kỷ 20. Ông được sinh ra tại Linares, Jaén, Tây Ban Nha. Ông được xem là người đưa cây đàn guitar có một vị trí trong dàn nhạc, đưa cây đàn guitar lên ngang hàng với các nhạc cụ như Piano và Violin. 
Ông được thế giới biết đến bởi những đóng góp to lớn, bao gồm: những sắc màu âm nhạc độc đáo và một phong cách biểu diễn không thể nhầm lẫn, ông thổi vào âm nhạc một sức sống mãnh liệt với cái nhìn đặc biệt.
Các tác phẩm chuyển soạn chính cho cây đàn guitar của ông là từ các tác phẩm của Johann Sebastian Bach được viết vào cuối thời kỳ Baroque, ngoài ra ông cũng tự mình sáng tác ra một số tác phẩm cho cây đàn guitar.